# Кинуреновая кислота
Кинуреновая кислота — продукт метаболизма L-триптофана. Является одним из конечных продуктов обмена триптофана, образуется из продукта его превращения L-кинуренина в процессе переаминирования, катализируемом ферментом кинуренин-оксоглутарат трансаминазой.
Впервые выделена немецким химиком Юстусом Либихом в 1853 году из мочи собаки при богатой белком пище.

## Физические свойства
Игольчатые кристаллы. Т. пл. 282-283. Растворима в горячем этаноле, мало растворима в горячей воде (0,9%).

## Клиническое значение
Избыток кинуреновой кислоты в мозге, возможно, играет роль в развитии психических и неврологических расстройств; существует, в частности, «кинуреновая гипотеза шизофрении».